# Cassville (Town)
Die Town of Cassville ist eine von 33 Towns im Grant County im US-amerikanischen Bundesstaat Wisconsin. Im Jahr 2010 hatte die Town of Cassville 416 Einwohner.
Town hat in Wisconsin eine grundlegend andere Bedeutung, als im übrigen englischsprachigen Bereich. Vielmehr entspricht sie den in den anderen US-Bundesstaaten üblichen Townships, die nach dem County die nächstkleinere Verwaltungseinheit bilden.

## Geografie
Die Town of Cassville liegt im Südwesten Wisconsins, am Ostufer des Mississippi, der die Grenze zu Iowa bildet. Die Grenze zu Illinois befindet sich rund 50 km südlich.
Die Koordinaten der geografischen Mitte der Town of Cassville sind 42°44′39″ nördlicher Breite und 90°58′00″ westlicher Länge. Sie erstreckt sich über eine Fläche von 94,2 km², die sich auf 86,6 km² Land- und 7,6 km² Wasserfläche verteilen. Die Town of Cassville umgibt von der Landseite vollständig den Ort Cassville, ohne dass dieser der Town angehört.
Die Town of Cassville liegt im Westen des Grant County und grenzt an folgende Nachbartowns und -townships:
|                                           | Town of Glen Haven                          | Town of Beetown                           |
| Jefferson Township (Clayton County, Iowa) | Kompassrose, die auf Nachbargemeinden zeigt | Town of Waterloo                          |
| Millville Township (Clayton County, Iowa) | Buena Vista Township (Clayton County, Iowa) | Jefferson Township (Dubuque County, Iowa) |

## Verkehr
Der Wisconsin State Highway 133 verläuft parallel zum Mississippi und bildet hier den Wisconsin-Abschnitt der Great River Road. Aus nordöstlicher Richtung kommend erreicht der Wisconsin State Highway 81 im Ort Cassville seinen westlichen Endpunkt. Weiterhin verläuft der County Highways Y durch den Osten der Town of Cassville. Alle weiteren Straßen sind untergeordnete Landstraßen oder teils unbefestigte Fahrwege.
Entlang des Mississippi verläuft eine Eisenbahnlinie der BNSF Railway.
Mit dem Cassville Municipal Airport befindet sich in Cassville ein kleiner Flugplatz. Die nächstgelegenen größeren Flughäfen sind der Dubuque Regional Airport (rund 70 km südsüdöstlich) und der Dane County Regional Airport in Wisconsins Hauptstadt Madison (rund 190 km ostnordöstlich).

## Bevölkerung
Nach der Volkszählung im Jahr 2010 lebten in der Town of Cassville 416 Menschen in 175 Haushalten. Die Bevölkerungsdichte betrug 4,8 Einwohner pro Quadratkilometer. In den 175 Haushalten lebten statistisch je 2,38 Personen. 
Ethnisch betrachtet bestand die Bevölkerung mit vier Ausnahmen nur aus Weißen. 
19,5 Prozent der Bevölkerung waren unter 18 Jahre alt, 64,4 Prozent waren zwischen 18 und 64 und 16,1 Prozent waren 65 Jahre oder älter. 46,2 Prozent der Bevölkerung war weiblich.
Das mittlere jährliche Einkommen eines Haushalts lag bei 33.906 USD. Das Pro-Kopf-Einkommen betrug 20.787 USD. 14,0 Prozent der Einwohner lebten unterhalb der Armutsgrenze.

## Ortschaften in der Town of Cassville
Auf dem Gebiet der Town of Cassville befinden sich neben Streubesiedlung keine weiteren Siedlungen.